# Photoglob

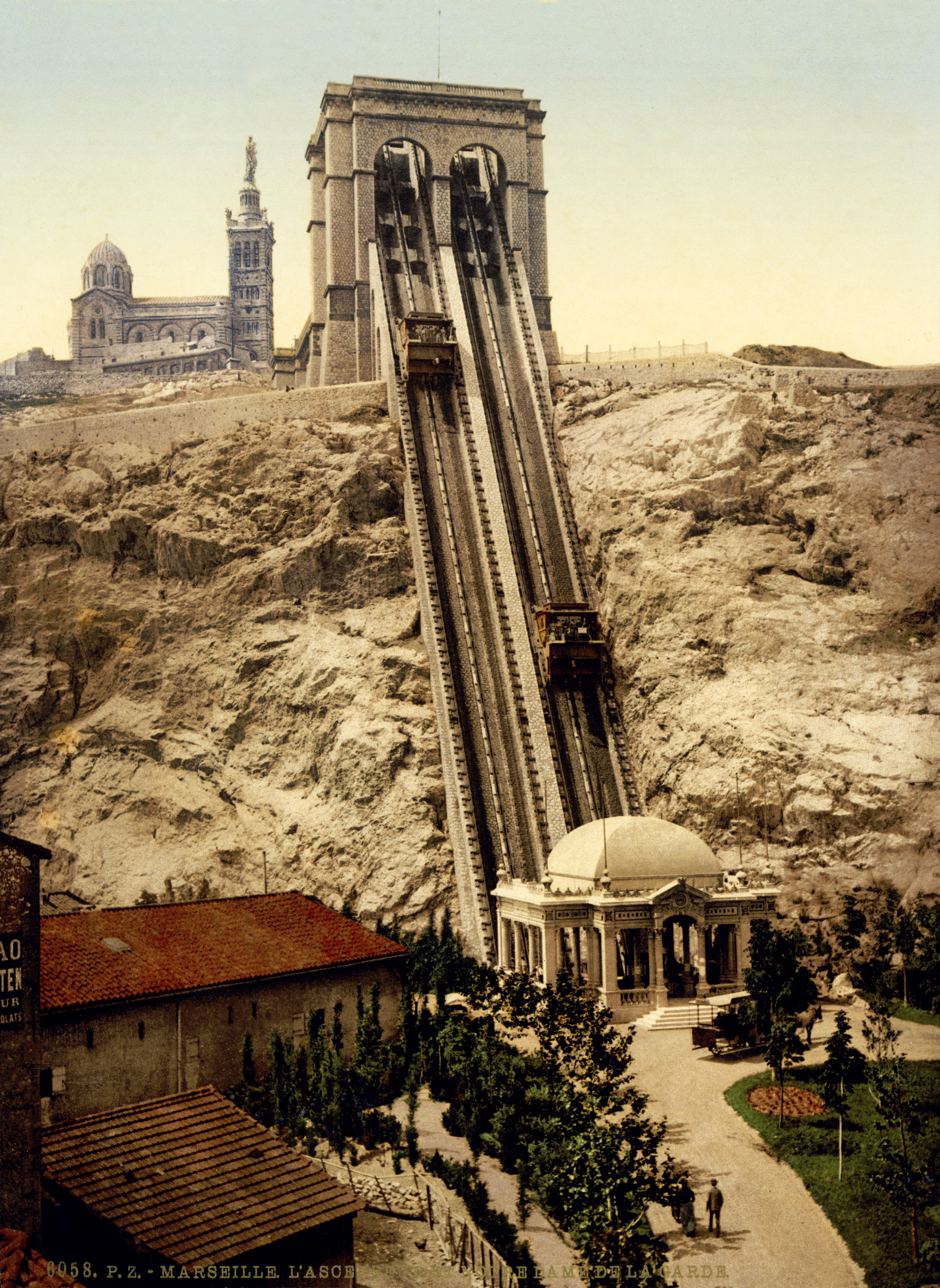
Ein Photochrom-Foto der Standseilbahn Notre Dame de la Garde in Marseille, ca. 1895

Die Photoglob AG war ein 1889 gegründeter schweizerischer Verlag unter anderem für Ansichtskarten, Panoramabilder, Stadtpläne und Bücher. Im Zuge der Übernahme durch die Buchzentrum AG (BZ) wurde die Gesellschaft im Oktober 2020 aus dem Handelsregister gelöscht. Die Marke Photoglob besteht hingegen weiterhin.

## Geschichte

### Photochrom Zürich

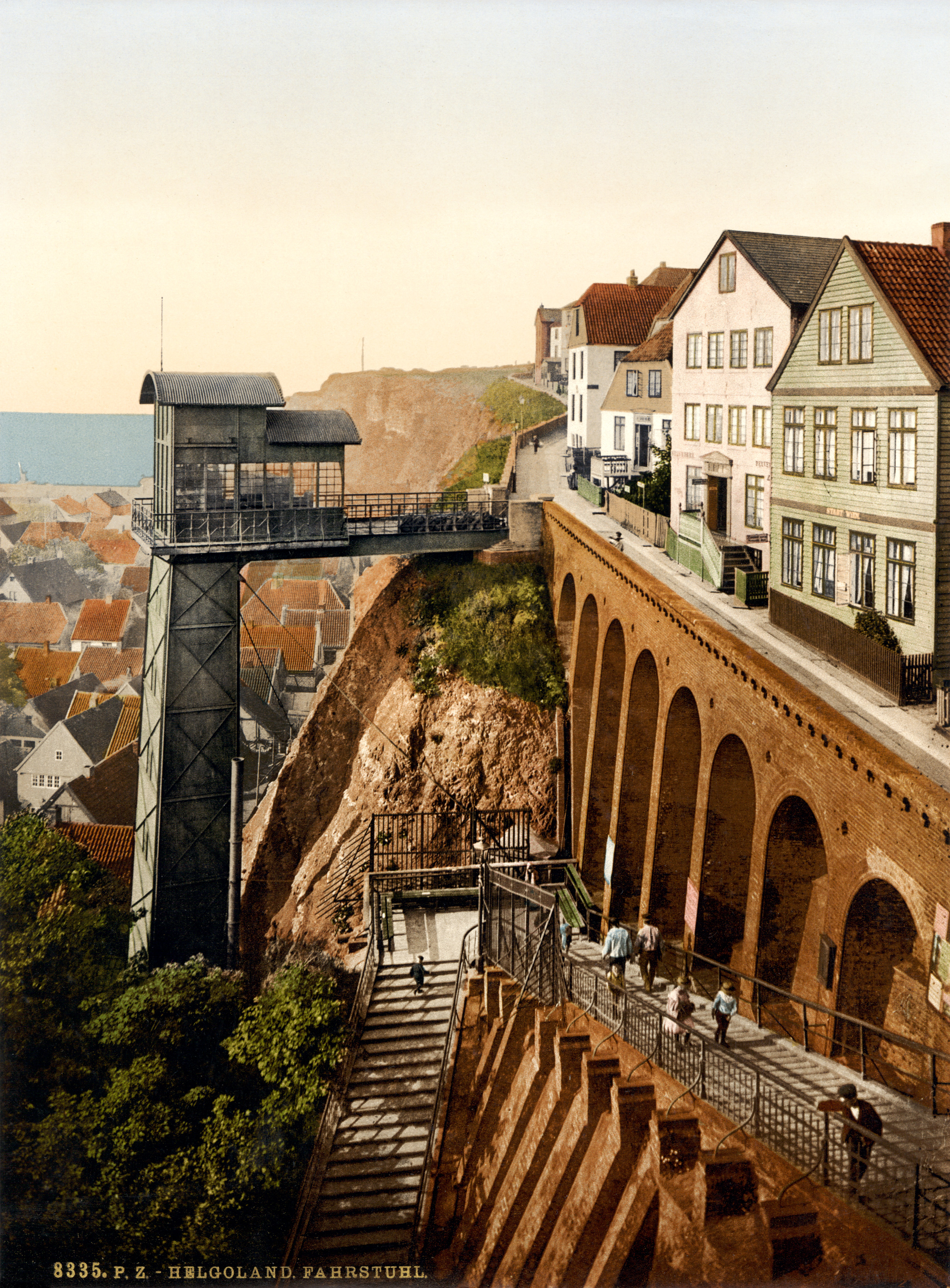
Photochromdruck mit laufender Inventarnummer 8335 P. Z. – Helgoland Fahrstuhl in goldfarbenen Lettern

Die Photoglob AG wurde 1889 unter dem Namen Photochrom Co. (Photochrom Zürich) gegründet vom Artistischen Institut Orell Füssli. Zweck war seinerzeit der weltweite Vertrieb von Photochrombildern, also Farbbildern, die mittels einer Steindrucktechnik aus schwarz-weissen Fotovorlagen produziert wurden. Das Verfahren war von dem Zürcher Lithographen Hans Jakob Schmid bei Orell Füssli zur Marktreife entwickelt worden. Orell Füssli vertrieb die Farbbilder seinerzeit mit dem Zudruck ihres – später umbenannten – Unternehmens Photochrom Zürich. Ab 1895 erfolgte der Vertrieb unter der Marke Photoglob.
Ein Charakteristikum der Farbbilder von Photochrom Zürich sind die goldfarben zugedruckten Lettern mit den fortlaufenden Inventarnummern und den Initialen P.Z., gefolgt von einem Bilduntertitel. Die Bilduntertitel der einzelnen Photochromdrucke sind teils in den Sprachen der abgebildeten Länder aufgedruckt, teils in der jeweiligen Sprache der damaligen Kolonialmächte. Mitunter finden sich auch zweisprachige Aufdrucke.
Ab den 1890er Jahren wurden Lizenzen zum Druck von Photochrom-Drucken an andere Unternehmen vergeben, etwa 1898 an die Detroit Photographic Company (die spätere Detroit Publishing Company) in den USA und die Photochrom Company Ltd. in London, England. Letztere war eine Gründung von Photoglob im Jahr 1896.
Zwischen 1896 und 1906 verlegte die Firma die Monatszeitschrift Bulletin Photoglob. Die Texte erschienen auf Deutsch und Französisch. Sie löste die vierteljährlich herausgegebenen «Neuheitenlisten» der Photochrom Kataloge ab. Darin wurde über Neuerscheinungen des Verlags informiert. Ab 1896 veröffentlichte das Bulletin auch Reiseschilderungen mit Bezug zu Photochrom-Bildserien.

### Druck in Zürich, Vertrieb in Detroit

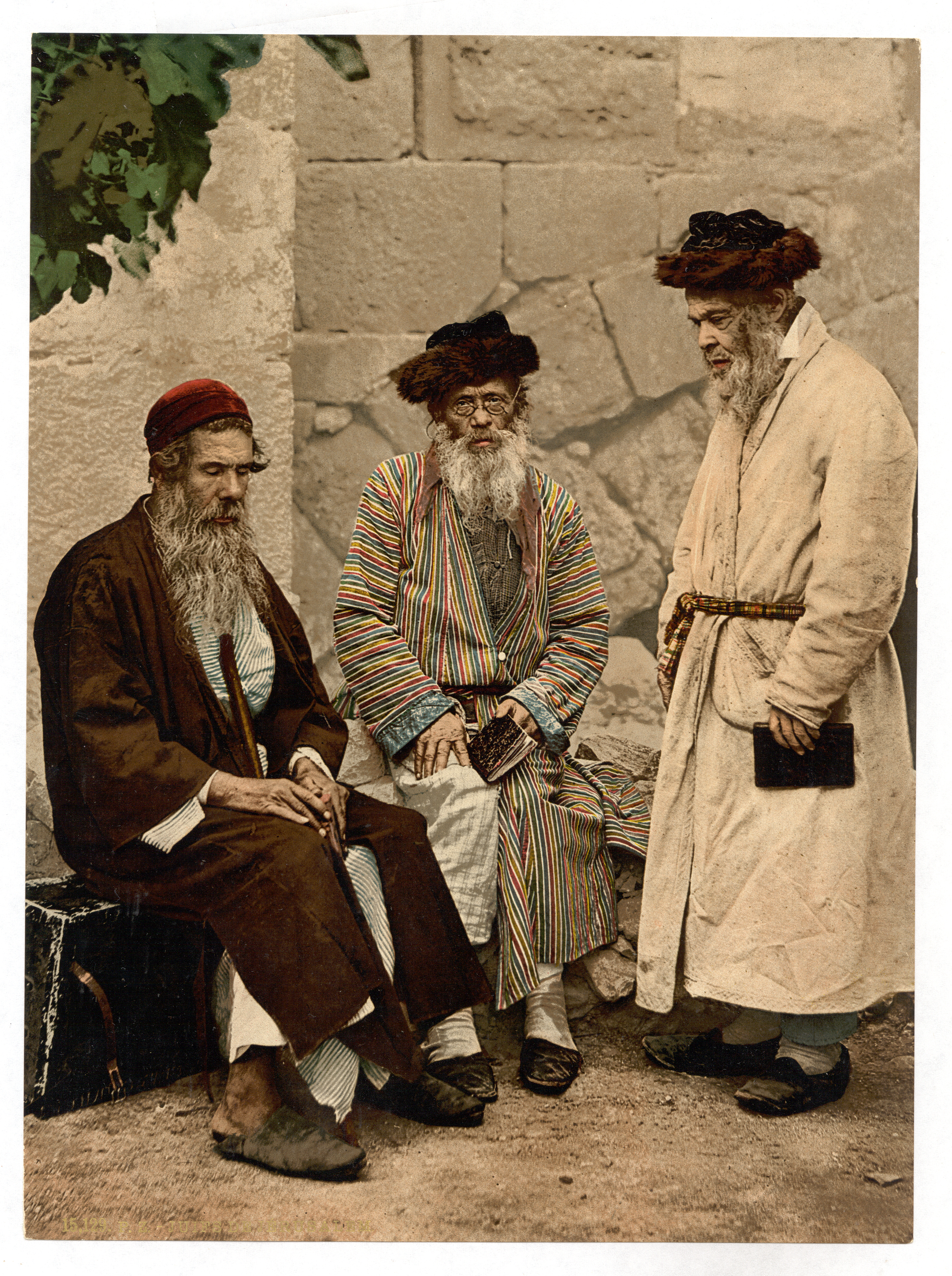
Juden in Jerusalem: 15.129 P. Z. - JUIFS DE JERUSALEM; gedruckt von Photochrom Zürich, vertrieben spätestens 1905 durch die US-amerikanische Detroit Publishing Co.

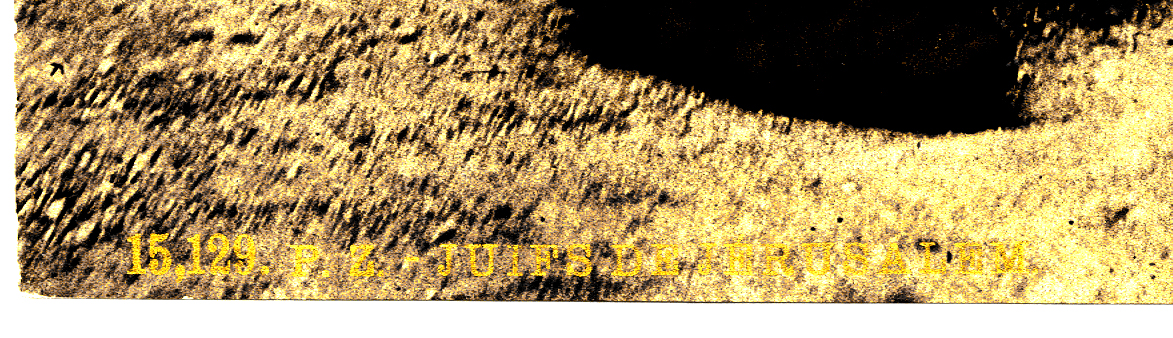
Elektronisch hervorgehobener Aufdruck 15.129 P. Z. - JUIFS DE JERUSALEM

Offensichtlich vertrieb die amerikanische Lizenznehmerin Detroit Publishing Co. auch in Zürich produzierte Drucke, die häufig jedoch fälschlicherweise einseitig dem US-Unternehmen zugerechnet werden: Laut der Library of Congress hatte die amerikanische Firma in ihrem 1905 erschienenen Katalog catalogue J foreign section von 1905 einen als Types of Jews in Jerusalem, Holy Land betitelten Druck von Juden in Jerusalem mit der laufenden Nummer 15129. Bei näherem Hinsehen trägt der eigentliche Druck jedoch die goldfarbene Kennung P. Z. für Photochrom Zürich, gefolgt von dem Zudruck JUIFS DE JERUSALEM in französischer Sprache – ein Original-Druck aus Europa, dessen originär aufgedruckte Betitelung eben nicht hauptsächlich den US-amerikanischen Markt avisiert hatte.
Bedingt durch den Ersten Weltkrieg brach der Markt für die Farbdrucke des Zürcher Unternehmens ein. Photochrom Zürich verlegte daher den Schwerpunkt ihrer Aktivitäten zunächst auf die Produktion von Ansichtskarten mit schweizerischen Motiven. 1924 fusionierte das Unternehmen mit dem Hause «Gebrüder Wehrli», gegründet von Harry, Artur und Bruno Wehrli und stieg damit zum grössten schweizerischen Ansichtskartenverlag auf. Als Firmenname wurde Photoglob-Wehrli & Co. AG gewählt, seit 1974 Photoglob AG.

### Ab 1999
1999 fusionierte das Unternehmen mit dem Verlag Rud. Suter AG aus Oberrieden sowie mit Foto Geiger aus Flims. Durch zusätzliche Verlags-Aufkäufe und Kooperationen konnte Photoglob nun Ansichtskarten mit Motiven aus allen Schweizer Landesteilen anbieten.
2010 verkaufte Orell Füssli die Aktienmehrheit an den bisherigen Minderheitsaktionär und Geschäftsführer Gion Schneller. Per 1. Januar 2015 veräusserte Orell Füssli auch noch seinen Photoglob-Minderheitsanteil von 34 % an die Buchzentrum AG in Hägendorf. 2020 übernahm die Buchzentrum AG die Photoglob AG zu 100 %, wobei die Marke «Photoglob» erhalten blieb. Die Photoglob AG wechselte ihr Domizil von Zürich nach Hägendorf in das Gebäude der Buchzentrum AG.

## Verlagsprogramm
Neben etwa 20'000 verschiedenen Ansichtskarten und Motiv-Kartenserien produzierte und/oder vertrieb die Photoglob AG beispielsweise Stadtpläne und geographische Karten, Kalender und (touristische) Bildbände oder etwa Kinderbücher aus dem Orell Füssli Verlag. Mit eigenen und externen Fotografen strebte Photoglob jeweils Aktualität des Bildmaterials an.
2006 wurde das Verlagslager und die Auslieferung zum Logistikunternehmen Balmer-Bücherdienst ausgelagert.

## Die Photochromdrucke

### Grössen
Photoglob stellte die Photochromdrucke in sieben verschiedenen Grössen her:
- Format I: 12 × 17 cm
- Format II: 16,5 × 22,5 cm
- Format III: 21 × 27 cm
- Format IV: 28 × 37 cm
- Format V: 35 × 46 cm
- Format VI: 42 × 52 cm
- Format VII: 50 × 65 cm

### Nummerierung und Datierung
Die Datierung der ursprünglichen Fotografien, mithilfe derer Photochrom Zürich ab den späten 1880er Jahren ihre Farblithografien herstellte, lässt sich in der Regel bisher nur ungefähr präzisieren: Der Vergleich etwa der aufgedruckten Inventarnummern oder die erstmalige Erwähnung in den verschiedenen Verkaufskatalogen gibt zwar Hinweise auf die Produktion der Photochromdrucke. Der Aufnahme-Zeitpunkt der jeweils zugrunde liegenden, ursprünglichen Schwarzweiss-Fotografien kann im Einzelfall jedoch um Jahre und Jahrzehnte zuvor gelegen haben.

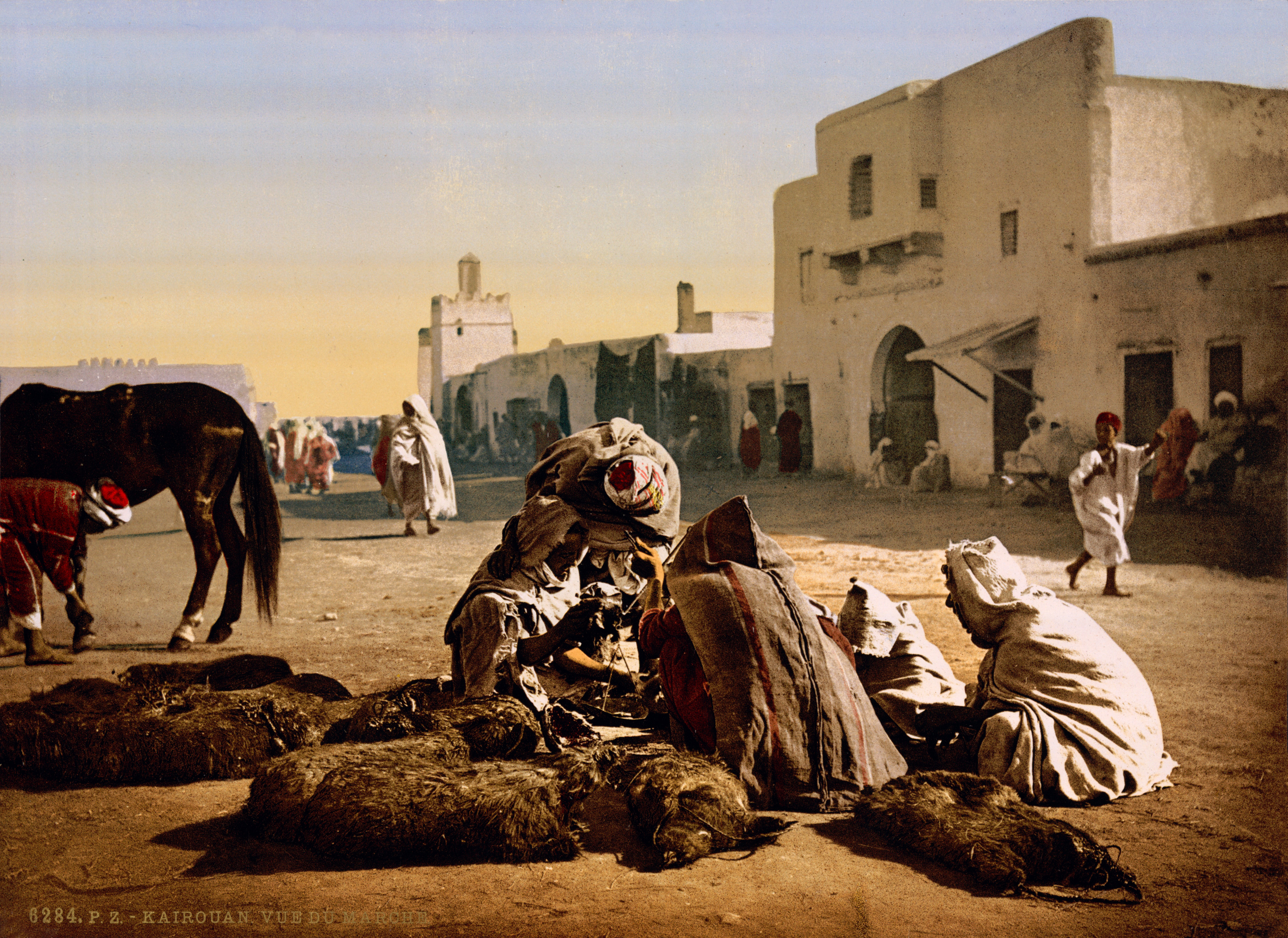
6284 P.Z., Tunesien, französisch: Kairouan, Vue du Marché
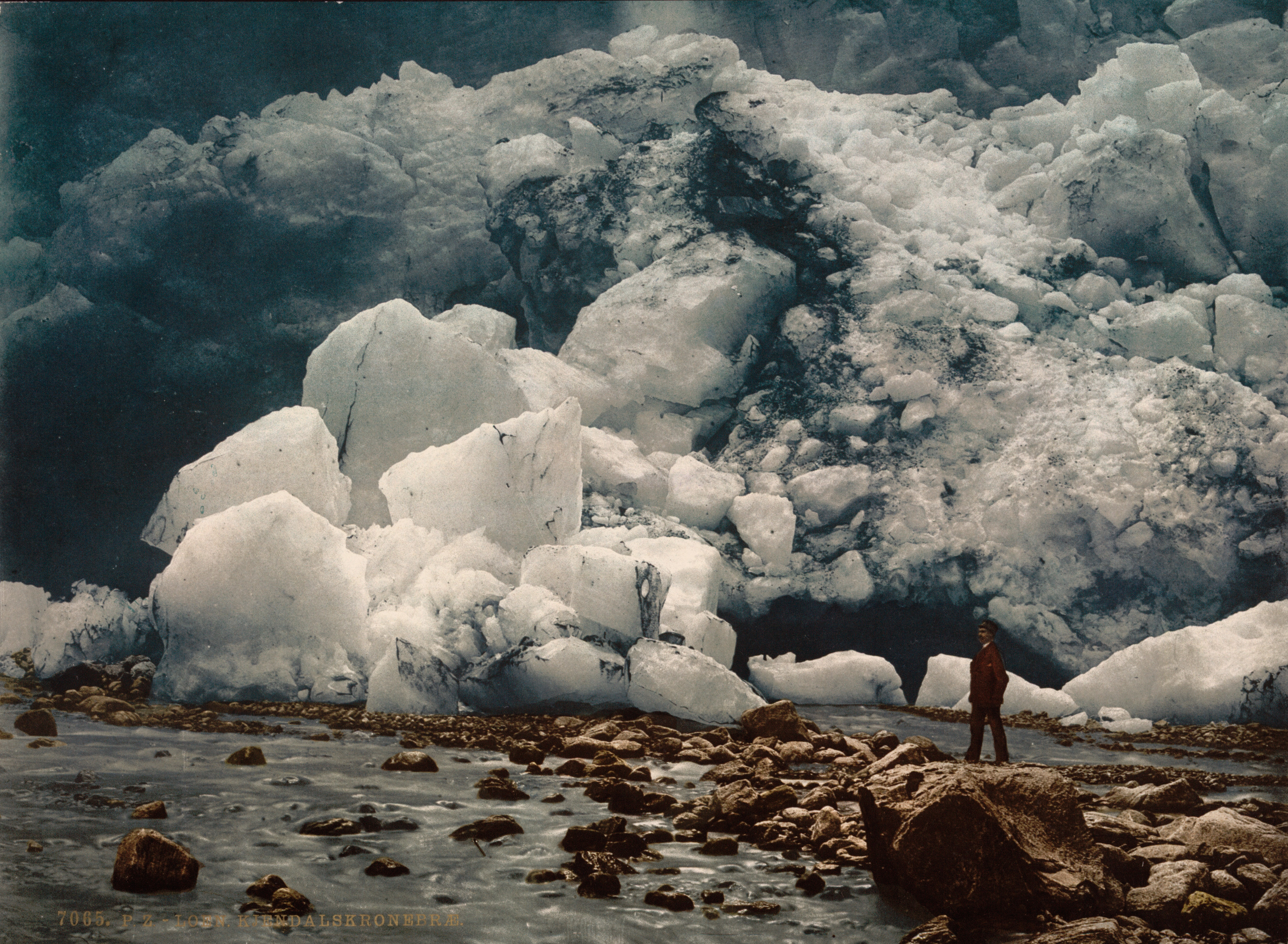
7065 P.Z., Mann vor dem damaligen Gletscherabbruch in Norwegen: Loen. Kjendalskronebræ.
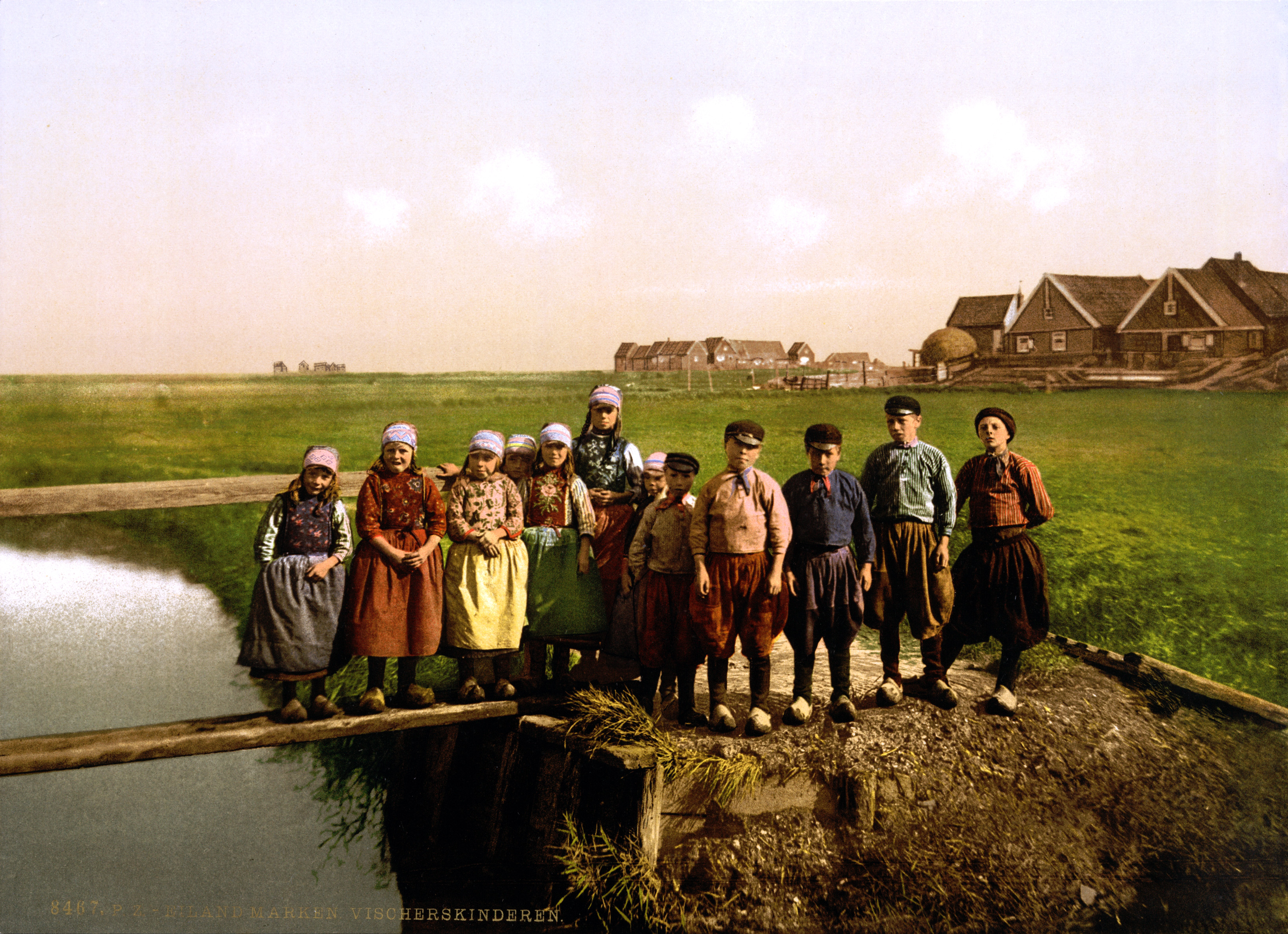
8467 P.Z., holländisch: Eiland Marken. Vischerskinderen.
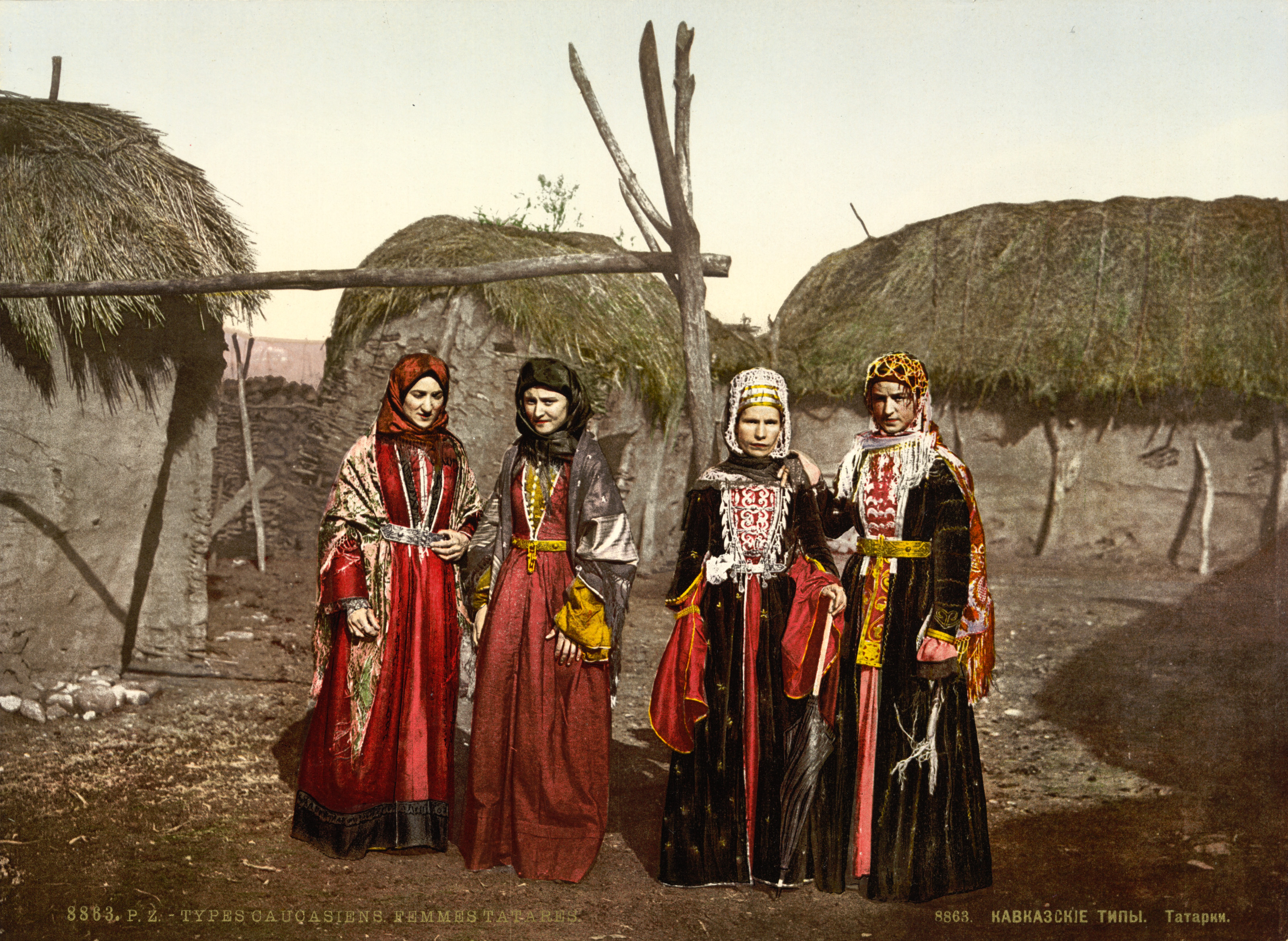
8863 P.Z. in Französisch und Russisch: Kaukasische Tataren-Frauen
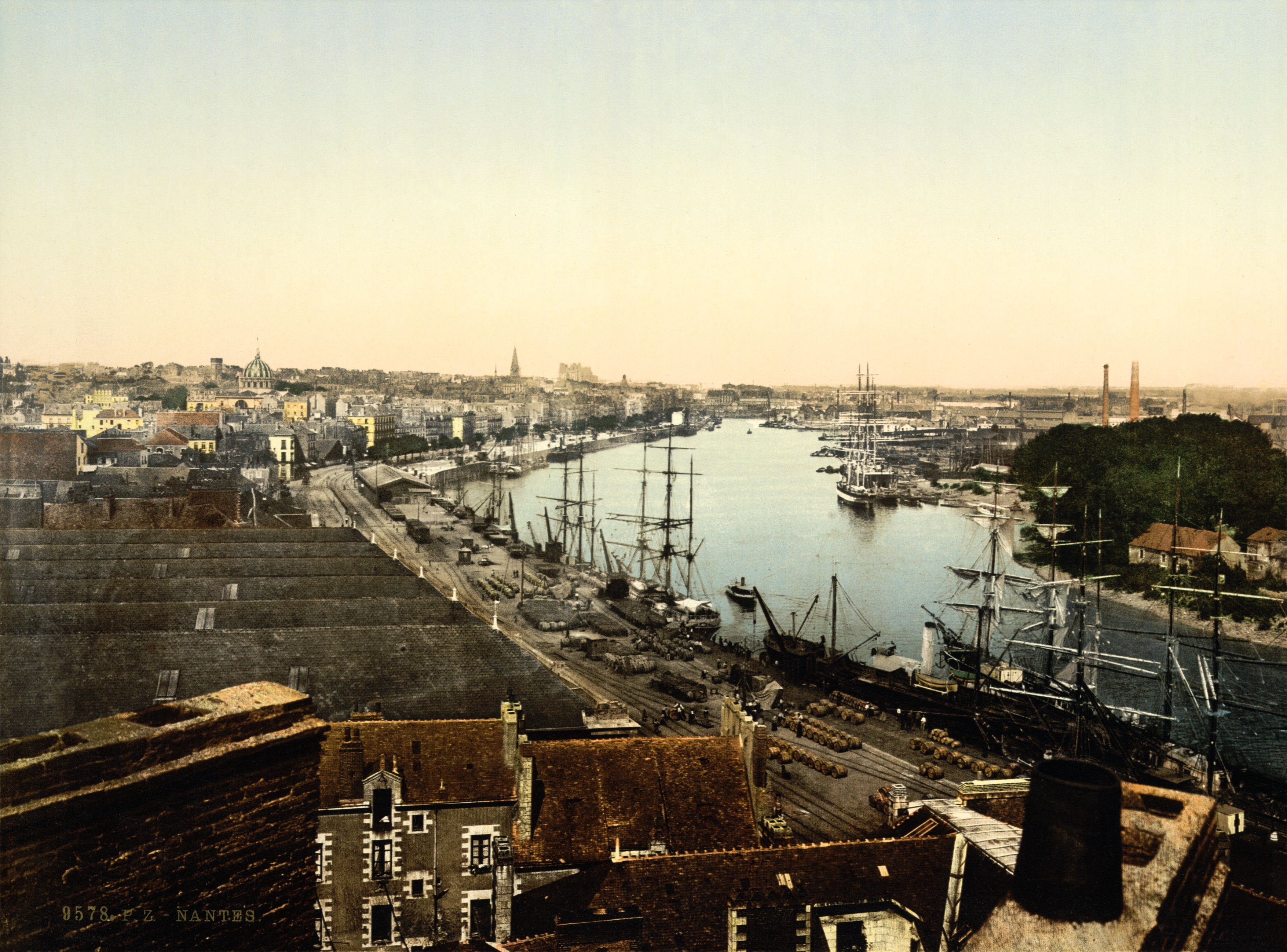
9578 P.Z., Nantes
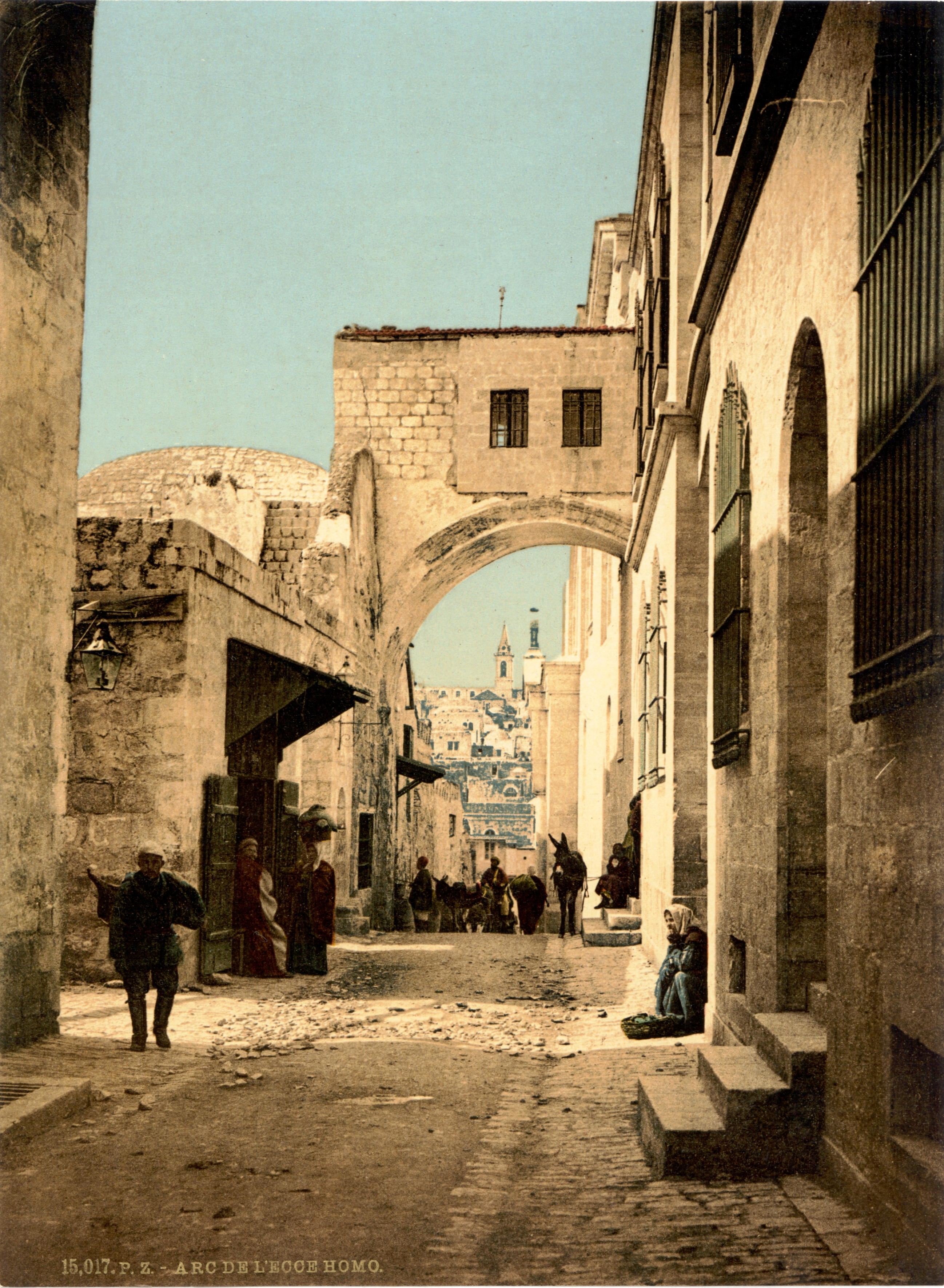
15.017 P.Z., Jerusalem, französisch: L’Arc de Hecce Homo
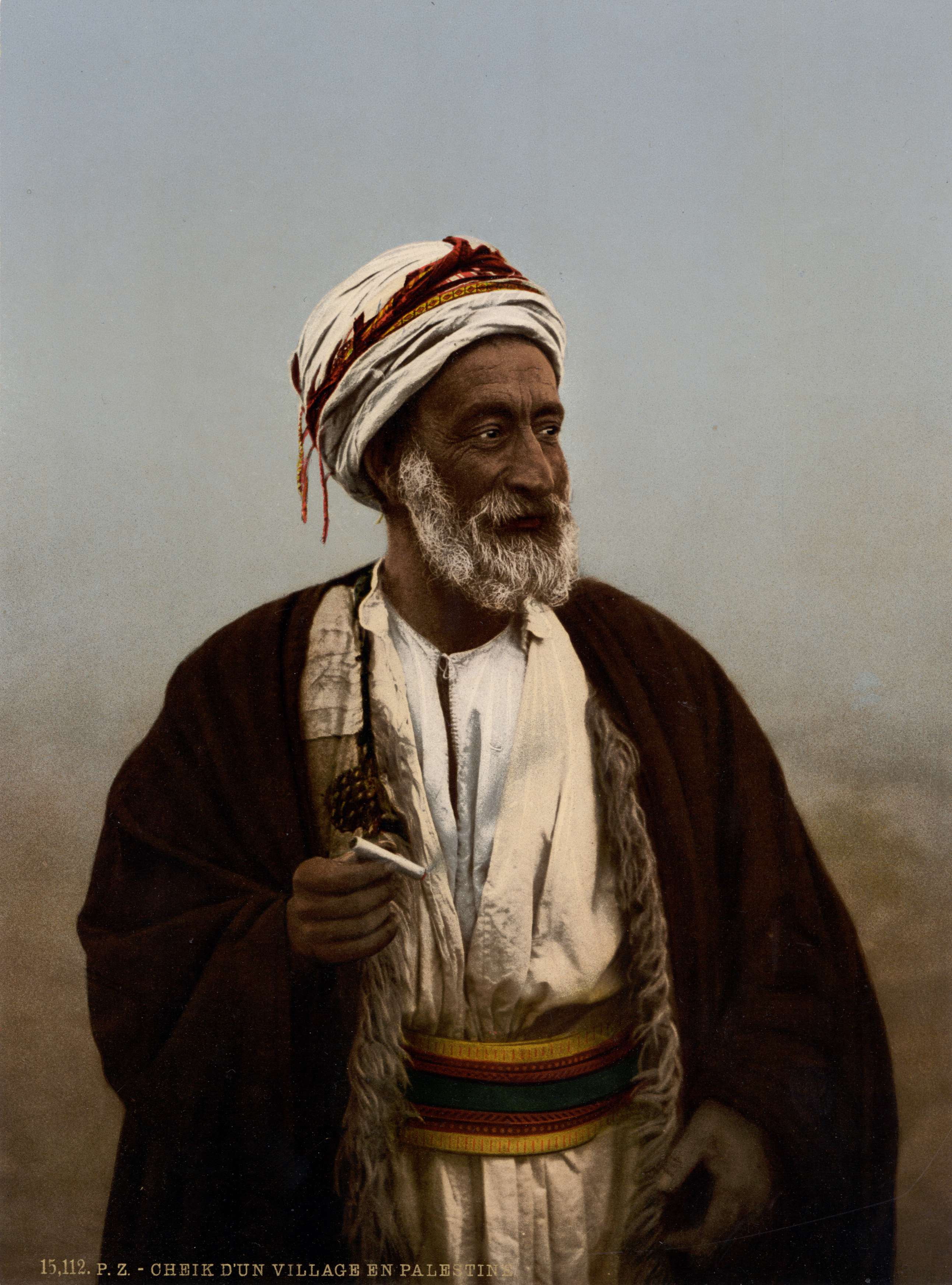
15.112 P.Z., Cheik d’un village en Palestine
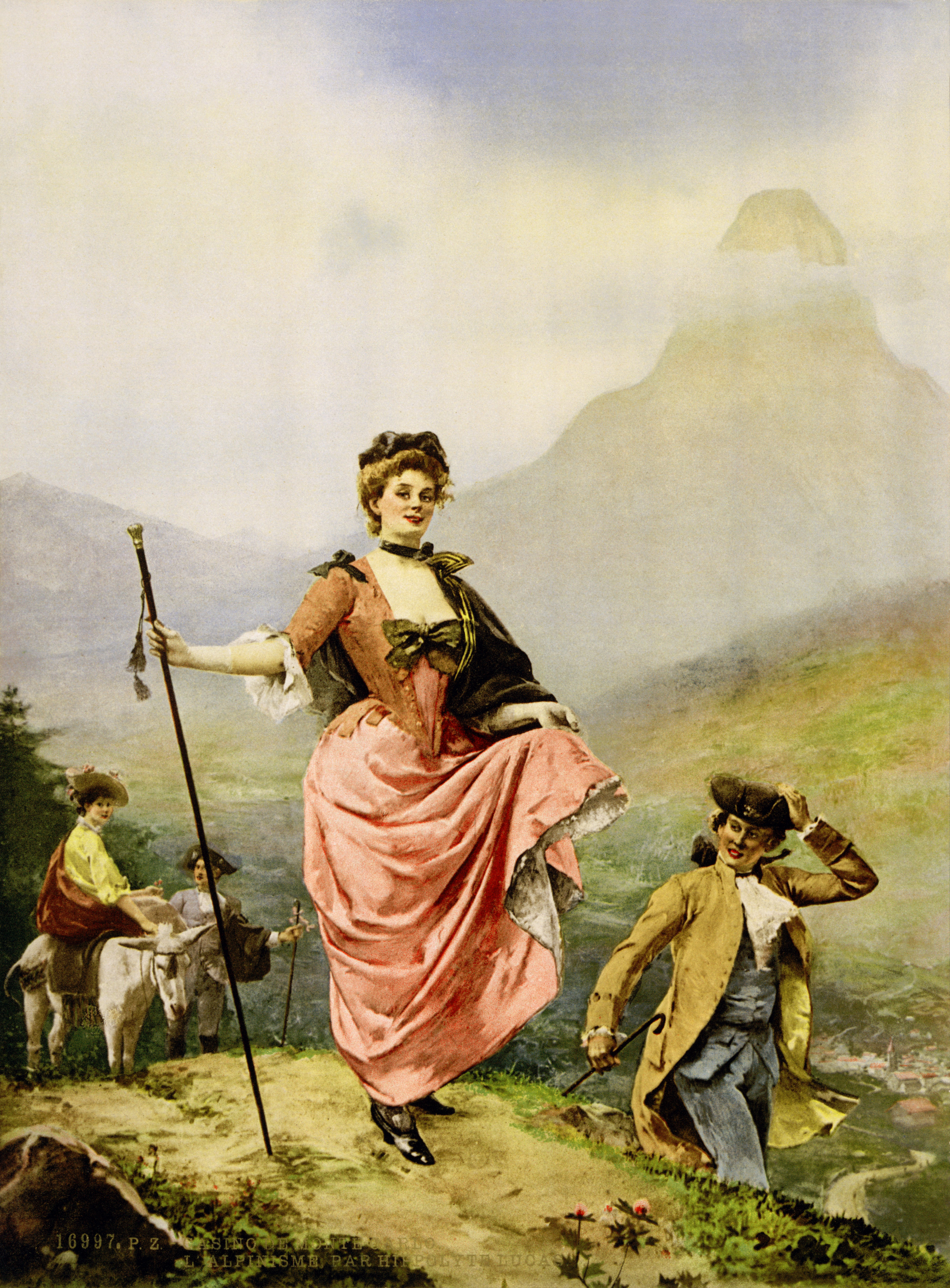
16997. P.Z., Farbdruck des Gemäldes «L’Alpinisme» von Marie-Félix Hippolyte Lucas (1854–1925), seinerzeit im Casino de Monte Carlo
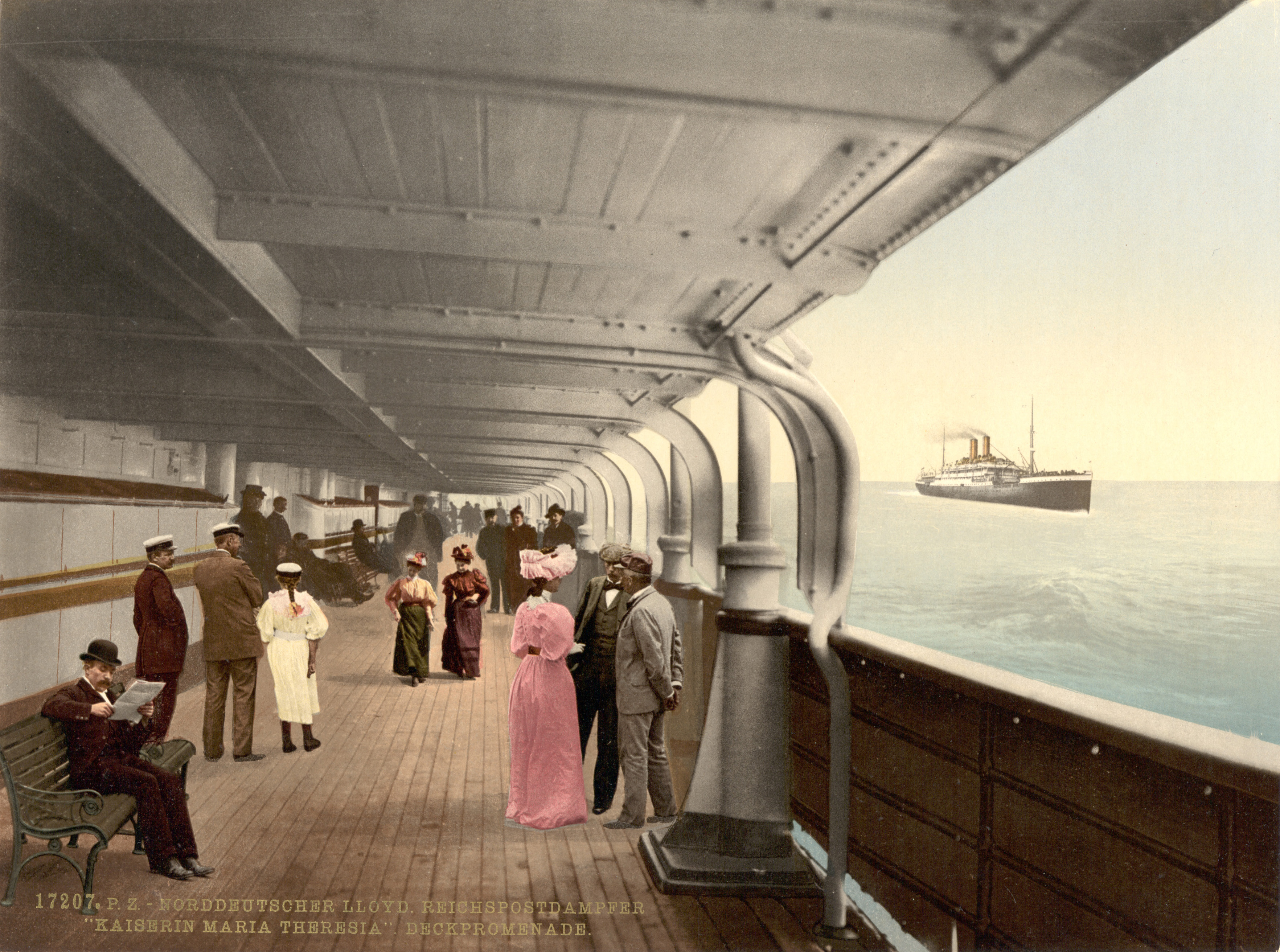
Erkennbare Fotomontage(n) auf Nr. 17.207 P.Z.: Norddeutscher Lloyd, Reichspostdampfer. Kaiserin Maria Theresia, Deckpromenade
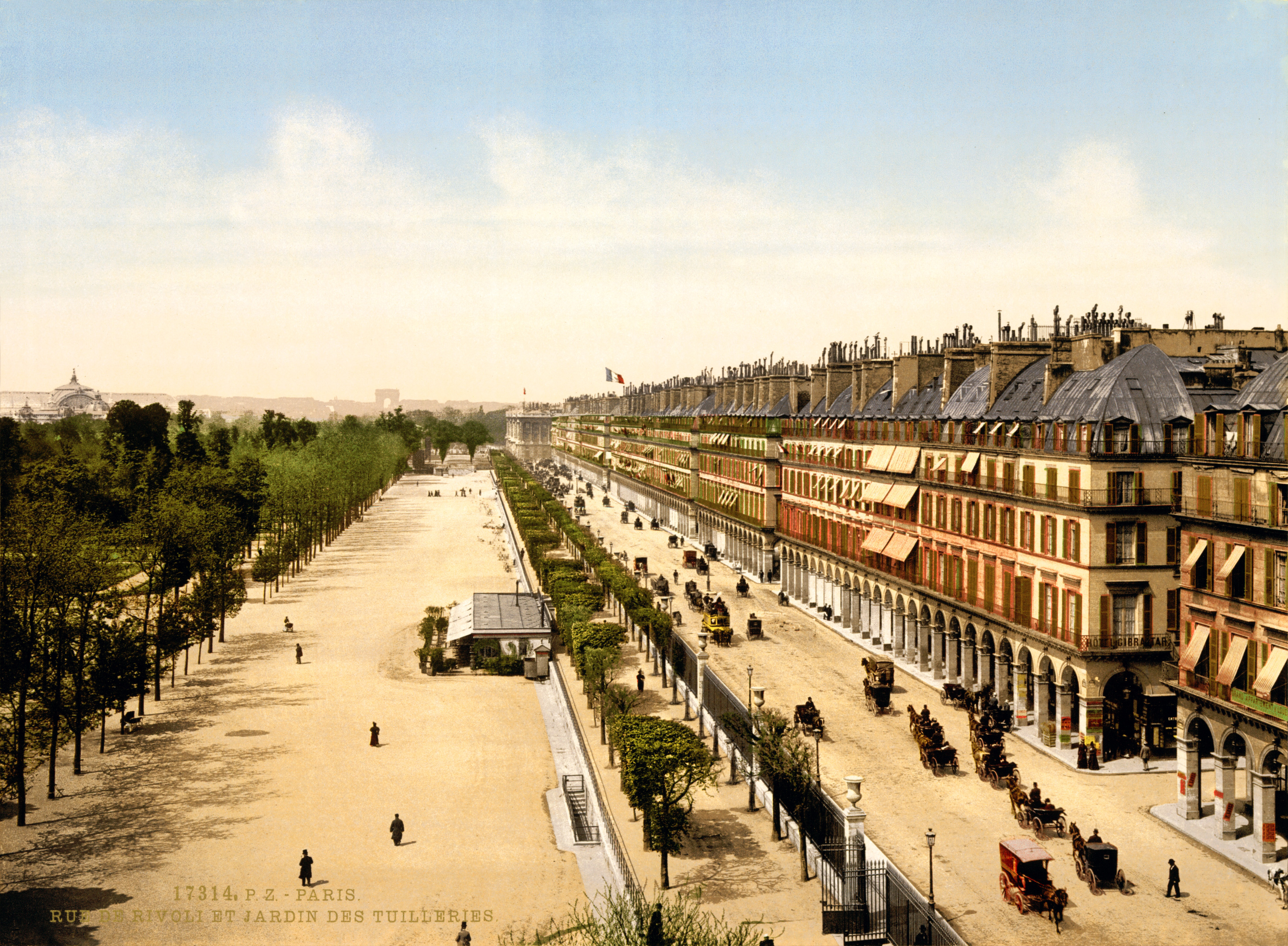
17.314 P.Z., Paris (französisch): Rue de Rivoli et Jardin des Tuileries
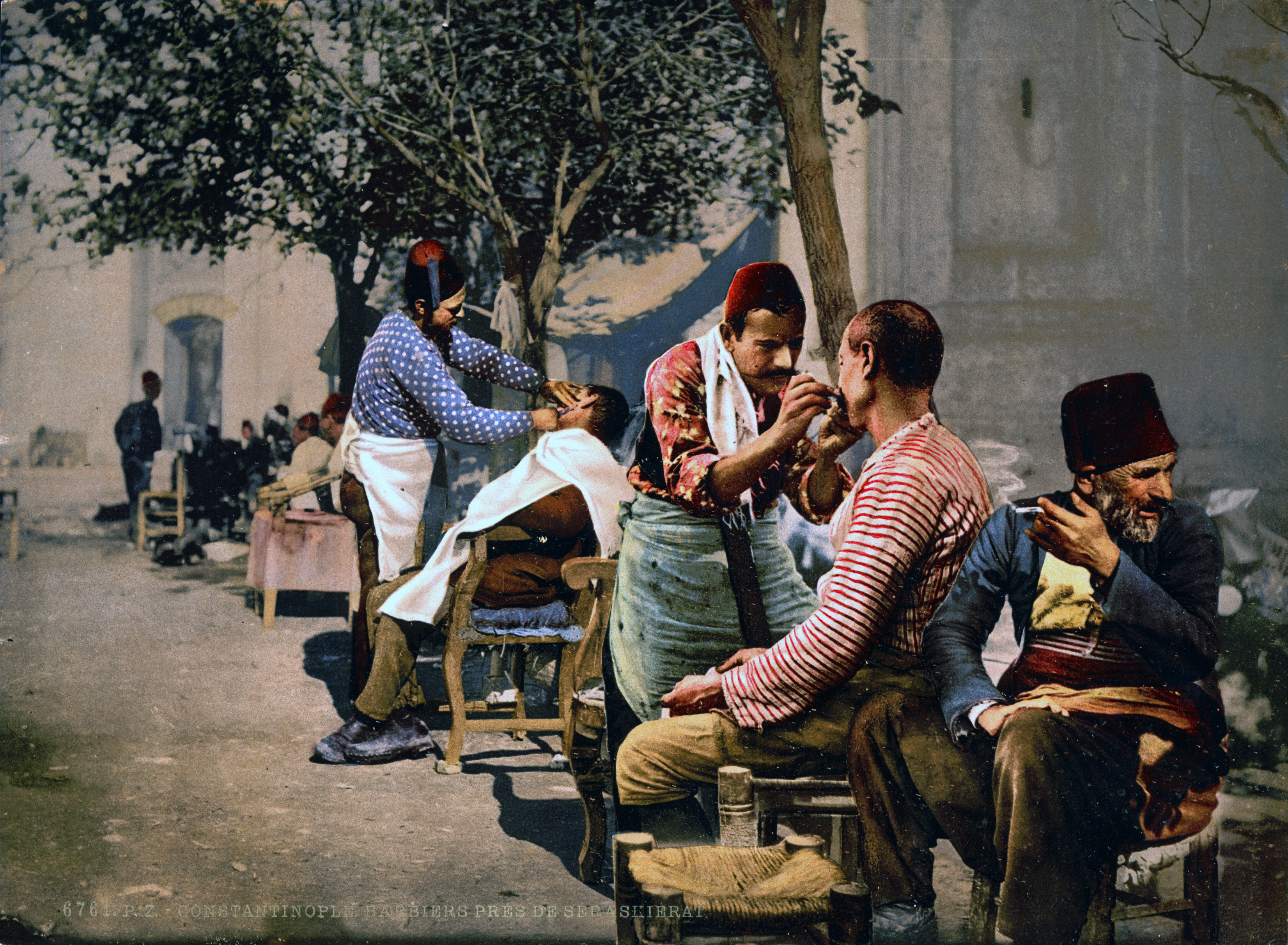
Französisch betitelt: 6761 P.Z. – CONSTANTINOPLE. BARBIERS PRÈS DE SERASKIÉRAT.

## Archive und Sammlungen
Das Archiv des Ansichtskartenverlags Photoglob-Wehrli in der Graphischen Sammlung der Schweizerischen Nationalbibliothek ist das bedeutendste seiner Art. 13'000 Fotografien des Verlags Wehrli mit Schweizer Ortsbildern und Landschaften aus dem Zeitraum 1897 bis 1934 sind in der Archivdatenbank HelveticArchives erschlossen und stehen als Digitalisate auf Wikimedia Commons zur freien Verfügung.
Etwa zwischen 1889 und 1914 belieferte das Unternehmen Photoglob die frühere Stadtbibliothek Zürich mit Photochromdrucken, die in deren Bestände Eingang fanden. Mit dem Aufkommen der Farbfotografie gerieten sie in Vergessenheit. Erst 1974 wurden sie vom damaligen Bibliotheksleiter Bruno Weber in der Graphischen Sammlung und dem Fotoarchiv der Zentralbibliothek Zürich wiederentdeckt. Weber ist die Aufarbeitung sowohl der Geschichte des Photochromdrucks als auch der Firmengeschichte des Unternehmens Photoglob zu verdanken. Der Lithograph Peter Kunz, der von 1961 bis 1964 und 1969 bis 1973 bei Orell Füssli tätig war, versuchte sich im Jahr 2007 erstmals an der Rekonstruktion der historischen Technik, die er im Buch Der Photochromdruck vom Lithostein zusammenfasste.
Mit rund 10'000 Original-Drucken besitzt die Zentralbibliothek Zürich nach eigenen Angaben «die weltgrösste Sammlung an Photochroms», die online zugänglich sind. Zu ihrer Sammlung vermerkt die Bibliothek:
Die Library of Congress hält nach einem Ankauf von der Galerie Muriset im Jahr 1985 und einer Schenkung durch Howard L. Gottlieb im Jahr 2004 etwa 6'000 Digitalisate der Photoglob und der Detroit Publishing Company mit Ansichten aus Europa und dem Mittleren Osten vor sowie rund 500 Ansichten aus Nordamerika.